# Heracleum lehmannianum
Heracleum lehmannianum är en flockblommig växtart som beskrevs av Aleksandr Andrejevitj Bunge. Heracleum lehmannianum ingår i släktet lokor, och familjen flockblommiga växter. Inga underarter finns listade i Catalogue of Life.